# Samuel Thomas von Sömmerring
Samuel Thomas von Sömmerring (født 28. januar 1755 i Thorn, død 2. marts 1830 i Frankfurt a. M.) var en tysk anatom.
Sömmerring studerede i Göttingen og arbejdede fra sit 21. år selvstændigt med komparative hjerneundersøgelser. Han tog doktorgraden 1778 med en grundlæggende afhandling De basi encephali et originibus nervorum cranio egredientium libri V. Han kaldtes til Kassel 1779 som professor i anatomi, 1784 til Mainz, men flyttede 1798 til Frankfurt a. M., hvor han bland andet indførte vaccinationen. Efter fra 1805 at have været livlæge i München genoptog han sin virksomhed i Frankfurt 1820. Sömmerrings ånd spændte over vide områder. Han var blandt de første, der studerede fossile dyrs komparative anatomi, skrev desuden om solpletterne, præmieredes for to afhandlinger om snøreliv og opfandt en elektrisk telegraf (Denkschriften der königlichen Akademie der Wissenschaften zu München, 1811). Væsentligst er han imidlertid som anatom. Hans hovedværker er: Vom Baue des menschlichen Körpers (1791—96); Tabula sceleti femini (1796); Abbildung der Sinnorgane I—IV (1801—09). Kunstneren G. Kock gjorde disse afhandlinger til kunstneriske mesterværker.